# 月廻り公園

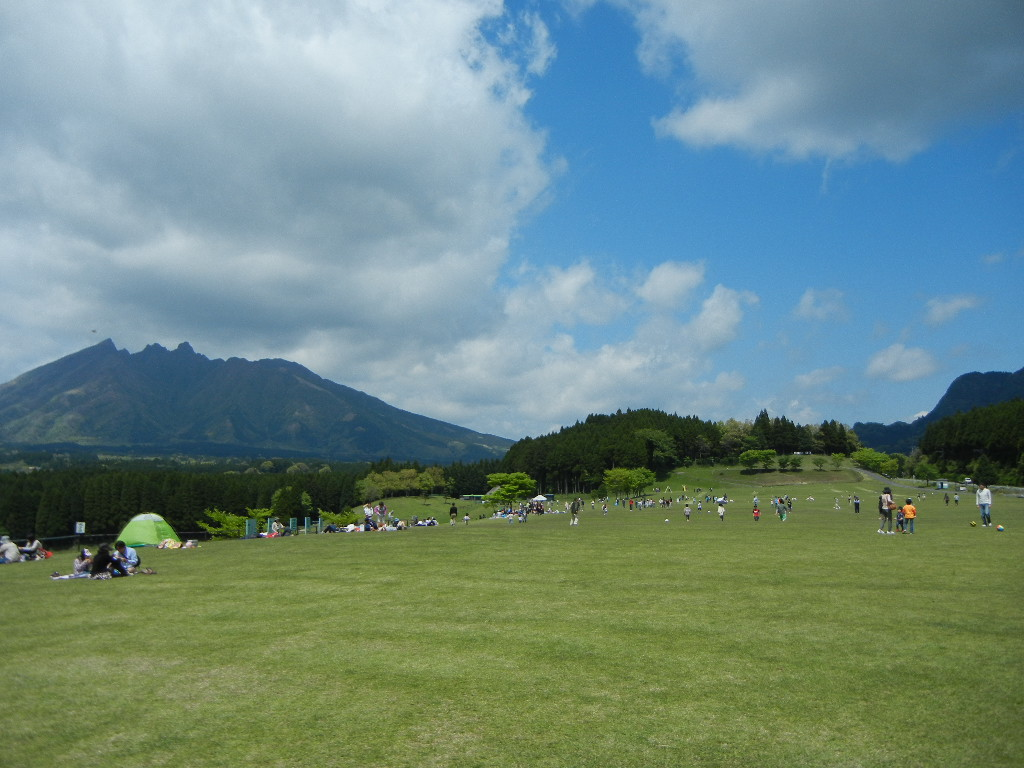
公園内から根子岳を望む

月廻り公園（つきまわりこうえん）は、熊本県阿蘇郡高森町にある公園である。

## 概説
敷地面積は3万坪以上あり、阿蘇五岳を見渡す絶景と青々とした芝生が広がる公園。園内にはパークゴルフ場、ゴーカート場、ウサギやヤギなどと触れ合える動物広場などがあり、特に日本一の長さを誇る1200mのゴーカートが人気。また田楽や蕎麦を楽しめるレストランや、露天風呂のある温泉施設も営業している。

## 利用情報
- 所在地

熊本県阿蘇郡高森町高森3015
- 入園料

無料。ただしゴーカート・パークゴルフ場・芝スキーの利用は有料。
- 開園時間

入園自由。ただし、施設によっては休みの場合がある。
- 休園日

なし。ただし、施設によっては休みの場合がある。

## 交通アクセス
- 南阿蘇鉄道高森線高森駅から高森町民バス色見環状線に乗車し「月廻り公園前」下車。
- マイカーの場合、九州自動車道熊本インターチェンジから40㎞。
- 駐車場あり